# Reprezentacja Liechtensteinu w hokeju na lodzie mężczyzn
Reprezentacja Liechtensteinu w hokeju na lodzie mężczyzn – jedna z najmłodszych reprezentacji narodowych należących do IIHF. Dotychczas nie rozegrali spotkania na Mistrzostwach Świata. Nie jest również sklasyfikowana w rankingu IIHF. Dotychczas zagrała 2 mecze.

## Mecze reprezentacji Liechtensteinu
- 26 kwietnia 2003 –  Liechtenstein 1-7 Luksemburg [2]
- 10 marca 2007 –  Liechtenstein 2-4 Luksemburg [3]